# Myxine jespersenae
Myxine jespersenae är en ryggsträngsdjursart som beskrevs av Møller, Feld, Poulsen, Thomsen och Thormar 2005. Myxine jespersenae ingår i släktet Myxine och familjen pirålar. IUCN kategoriserar arten globalt som livskraftig. Inga underarter finns listade i Catalogue of Life.